# Hans Deiker

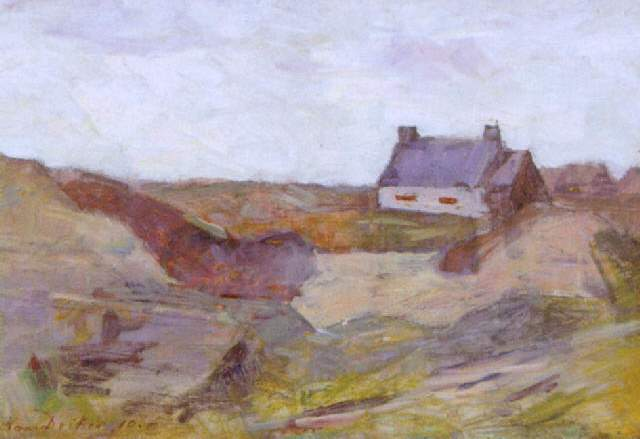
Landschaft in der Bretagne, 1910

Hans Deiker (* 21. November 1876 in Düsseldorf; † 12. Februar 1945 in Rostock) war ein deutscher Maler. Der Künstler ist überwiegend für seine Landschaftsmalerei bekannt.

## Leben
Hans Deiker entstammte einer namhaften Malerfamilie. Sein Großvater Friedrich Deiker wirkte als Zeichenlehrer in Wetzlar, während sein Vater Johannes Deiker Hofmaler des Fürsten Ferdinand zu Solms-Braunfels und ein bekannter Maler von Tier- und Jagdmotiven war. Diesen Sujets widmete sich ebenfalls sein Onkel Carl Friedrich Deiker.
Seine Ausbildung zum Maler erhielt Hans Deiker von 1894 bis 1900 an der Kunstakademie Düsseldorf. In den Folgejahren malte er überwiegend Landschaften, zahlreiche davon in der Lüneburger Heide. Nach Studienaufenthalten in Florenz 1909 und in Paris 1909/10 tauchen in seinem Werk zunehmend Personendarstellungen auf. Neben einem Aufenthalt in der Bretagne führten ihn andere Reisen in die Niederlande (Katwijk, 1911) sowie nach Rom und in die Campagna.